# 梅拉讷
梅拉讷（德語：Meerane，發音：[meˈʁaːnə] ⓘ）是德国萨克森州茨维考县的城市，面积19.81平方千米，2023年12月31日人口为13,797人。